# 前田有香
前田 有香（まえだ ゆか、1984年12月4日 - ）は、日本の女子バスケットボール選手である。三重県一志郡三雲町（現：松阪市）出身。ポジションはフォワード。

## 人物
津商業高校から立命館大学を経て、2007年、アイシン・エィ・ダブリュに入社。2016年退団。
3x3に転向し、2018年よりBEEFMAN.EXEに所属している。2019年の3x3.EXEプレミアのファイナルで優勝し、MVPを受賞。
第7回3x3日本選手権大会でもMVP受賞

## 参照
1. ↑  “女子バスケットボール部　引退者について”.   アイシン・エィ・ダブリュ ウィングス (2016年6月1日). 2016年6月1日閲覧。
2. ↑  “PLAYOFFS DAY1は4か国の上位チームが激戦。女王はBEEFMAN.EXE！”. 3x3.EXE (2019年9月10日). 2021年9月22日閲覧。